# Tubulipora plumosa
Tubulipora plumosa is een mosdiertjessoort uit de familie van de Tubuliporidae. De wetenschappelijke naam van de soort is voor het eerst geldig gepubliceerd in 1898 door Thompson in Harmer.